# 日本少年棒球
少年棒球（日语：／ Shōnen Yakyū）通常指的是日本小学生阶段的软式棒球，而“学童棒球（学童野球）”则是相对更正确的说法。而根据全日本软式棒球联盟的定义，“少年棒球”指的是初中生阶段的棒球。不过由于软式棒球起源于日本并仅在少数几个国家或地区通行，因此日本以外的国家或地区的初中生及初中生以下年龄段的棒球大部分都是使用硬式棒球。
在欧美国家，少年棒球也会像职业棒球或大学棒球那样采用赛季制。选手们会在赛季前进行试训，然后根据球技划分到不同级别。

## 初中阶段（15岁以下）

### 硬式棒球
硬式棒球极少在日本初中的部活动中展开，主要在各职业或半职业棒球队的15岁以下梯队中展开。
由日本初中硬式棒球协议会（日本中学硬式野球協議会）组织了6个级别的少年硬式棒球联赛：青少棒联赛、男孩联赛、小马联赛、青年联赛、野马联赛、新鲜人联赛。
每年8月在东京举办的巨人杯全日本初中棒球锦标赛是日本初中硬式棒球的最高级别赛事，该赛事于2007年创立。
少年硬式棒球的世界最高级别赛事为U-15世界杯棒球赛，由日本初中硬式棒球协议会负责选拔组织日本代表队。与此同时，六个少年硬式棒球联赛也有相应的世界大赛和国际友谊赛。

### 软式棒球
日本的15岁以下软式棒球赛事分为两大类别：一类是以初中棒球社团为参赛对象；另一类是以各地棒球俱乐部为参赛对象。前者的日本最高赛事为“全国初中软式棒球大赛”；而后者的日本最高赛事为“全日本少年软式棒球大赛”。如果学校社团要参加俱乐部赛事的话，则通常会以“某某初中俱乐部（○○中学校クラブ）”名义。
此外每年11月还会组织“全国初中生都道府县棒球对抗赛（全国中学生都道府県対抗野球大会）”，该赛事以都道府县为参赛对象，而参赛选手多为该都道府县的初三选手。
少年软式棒球的国际顶级赛事为亚洲青少棒锦标赛，由日本初中生棒球联盟负责选拔组织日本代表队。

## 小学阶段（12岁以下）

### 硬式棒球
在青少棒联赛、男孩联赛、小马联赛、青年联赛、野马联赛、新鲜人联赛等6个面向15岁以下年龄段的联赛里都有针对12岁以下的儿童硬式棒球联赛。不过由于各个联赛内部规定的不同，诸如离垒规则、用具需求、垒间距离等都有所差异。
相较于初中阶段6大联赛间有交流大赛不同，小学阶段的联赛间交流赛已经很久没有举行。目前还在举办的交流赛仅剩于2010年开始举办的“安德玛杯全国小学生硬式棒球交流大赛”。
小学阶段硬式棒球的国际最高赛事为U-12世界杯棒球赛，日本代表队的组成是进行全国性质的选拔。与此同时，六个儿童硬式棒球联赛也有相应的世界大赛和国际友谊赛。

### 软式棒球
日本小学阶段的软式棒球有两个全国级大赛：高圆宫赐杯全日本学童软式棒球大赛和全国体育少年团软式棒球交流大赛。
其中高圆宫赐杯全日本学童软式棒球大赛有51支小学生软式棒球队伍参赛，各都道府县各有1个名额（其中东京都和北海道各有2个名额）、举办地有多1个名额以及上届冠军可直接参赛且不占所在地名额。全国体育少年团软式棒球交流大赛则是以地区为参赛单位，计有15支参赛队，再加上举办地的1支东道主队伍而共有16支少年体育团软式棒球队参与赛事。
小学生软式棒球队的组成方式分为小学学校社团活动和地方软式棒球队（例如体育少年团）两种。根据球队性质的不同，部分球队还会组织家庭性质的露营与合宿等活动。
小学软式棒球的国际大赛为亚洲少棒锦标赛，日本代表队通常由全国选拔活动而组成。

### 脚注
1. ↑  . 日本体育协会.   [2021-04-08]. （原始内容存档于2021-10-09）.

### 文献
- 日本体育少年团（日语：スポーツ少年団）. . 日本体育协会（日语：日本スポーツ協会）. 2006.
- 永井洋一. . 合同出版（日语：合同出版）. 2007. ISBN 9784772603980.
- 武藤芳照. . 朝日新闻社. 1985.